# Hans von Aachen

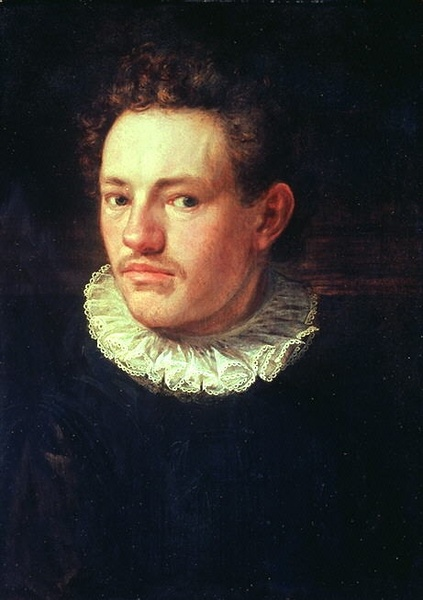
Selbstbildnis, um 1574, Eichenholz, 51,2 × 36,5 cm, Wallraf-Richartz-Museum, Köln

Hans von Aachen (* 1552 in Köln; † 4. März 1615 in Prag), auch Johann von Aachen (nach der Geburtsstadt seines Vaters) oder Jan van Achen, Aken oder Janachen genannt, war ein deutscher, aus dem Rheinland stammender Maler mit der internationalen Laufbahn eines erfolgreichen Wanderkünstlers und Hofmalers. Er gilt als Vertreter des Manierismus.
Hans von Aachen lebte und arbeitete in Italien, Bayern und Prag. Zu seinen Werken gehören neben zahlreichen Porträts vor allem allegorische, mythologische und religiöse Gemälde sowie eine große Anzahl von Kupferstichen und Zeichnungen.

## Leben
In seinem 1604 veröffentlichten Schilder-Boeck berichtet der Maler und Schriftsteller Karel van Mander, dass der junge Hans von Aachen bereits früh durch zeichnerisches Talent auffiel. Sein Lehrer in Köln war ein nicht näher bekannter, wohl aus Antwerpen stammender Maler, bei dem von Aachen eine Ausbildung nach flämischer Tradition genoss.

### Italienreise
Bereits kurz nach dem Ende seiner Lehrzeit verließ von Aachen seine Heimatstadt und reiste im Jahr 1574 südwärts nach Italien. Dort zog es ihn zunächst nach Venedig und er fand Arbeit bei dem aus Antwerpen stammenden Maler und Kunsthändler Gaspar Rem sowie Unterstützung in der lokalen Gemeinschaft nordeuropäischer Händler und Künstler. Noch binnen Jahresfrist reiste von Aachen weiter nach Rom. Er kam im Hause des Anthonis Santvoort unter, wo er im Austausch mit anderen Malern wie Bartholomäus Spranger und Hans Speckaert seine Technik verfeinerte und zu seinem eigenen Stil fand. Obwohl bei van Mander überliefert ist, dass von Aachen in dieser Zeit viel gemalt hat, sind aus dieser Periode vor allem Zeichnungen erhalten geblieben.
Währenddessen knüpfte von Aachen in Italien ein dichtes Netz aus Kontakten zu anderen Künstlern, Händlern und Auftraggebern. Er entwickelte sich im Laufe der 1580er Jahre zu einem geschätzten Maler, der bedeutende Aufträge erhielt. 1585 arbeitete er in Florenz am Hofe des Großherzogs der Toskana Francesco I. de’ Medici. Der Auftrag, den Großherzog zu porträtieren war entscheidend für seinen Aufstieg zum Hofmaler. Von Aachens frühe Bildnisse sind mit ihren lockeren Pinselstrichen und der bräunlichen Farbpalette noch stark durch die nordeuropäische Malerei geprägt. Das heute im Kölner Wallraf-Richartz-Museum ausgestellte Selbstbildnis von circa 1574 ist ein gutes Beispiel dafür. Die Kombination von nord-  und südeuropäischen Einflüssen, die sich in von Aachens Arbeiten zum Ende seiner italienischen Periode zeigt, ist charakteristisch für seine spätere Malerei. Ein weiteres Thema, das sich durch von Aachens gesamte Karriere zieht, ist die Genremalerei. Dabei verwendet er oft sein eigenes, lachendes Gesicht, meist gut erkennbar an den schlechten Zähnen, in Darstellungen von ausgelassenen Paaren oder Kuppeleiszenen.

### In Bayern

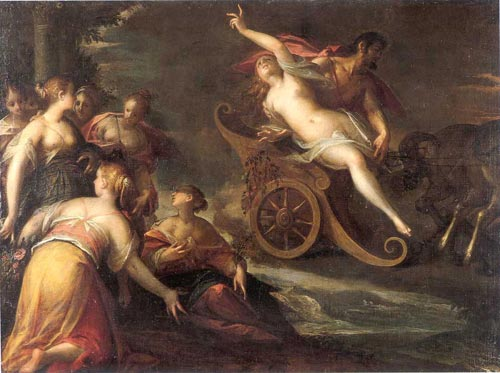
Der Raub der Proserpina durch Pluto, 1589, Leinwand, 109 × 150 cm, Brukenthal-Museum, Sibiu

Um 1588 kehrte Hans von Aachen zurück nach Deutschland und ließ sich in München nieder. Dort arbeitete er für die Familie des Herzogs Wilhelm V. von Bayern, für die Fugger in Augsburg und erstellte Altarbilder für den Münchener Jesuitenorden. Obwohl von Aachen schon in Italien an religiösen Gemälden gearbeitet hatte, entwickelte er gerade in München, geprägt durch die strenge katholische Ausrichtung des herzoglichen Hofes, für seine Darstellungen eine Ikonografie, die stark von den Ideen der Gegenreformation beeinflusst war. Durch die Zusammenarbeit mit der Stecherfamilie Sadeler und dem Miniaturenmaler Joris Hoefnagel begann er sich hier zum ersten Mal mit Kupferstichen zu beschäftigen. Gemeinsam fertigten sie eine Reihe von Stichen mit religiösen und allegorischen Motiven, die teilweise auf von Aachens bisherigen Gemälden beruhten, teilweise aber auch Erstentwürfe waren. Die Verbreitung dieser Stiche über ganz Europa trug wesentlich zu Hans von Aachens Ruhm bei.

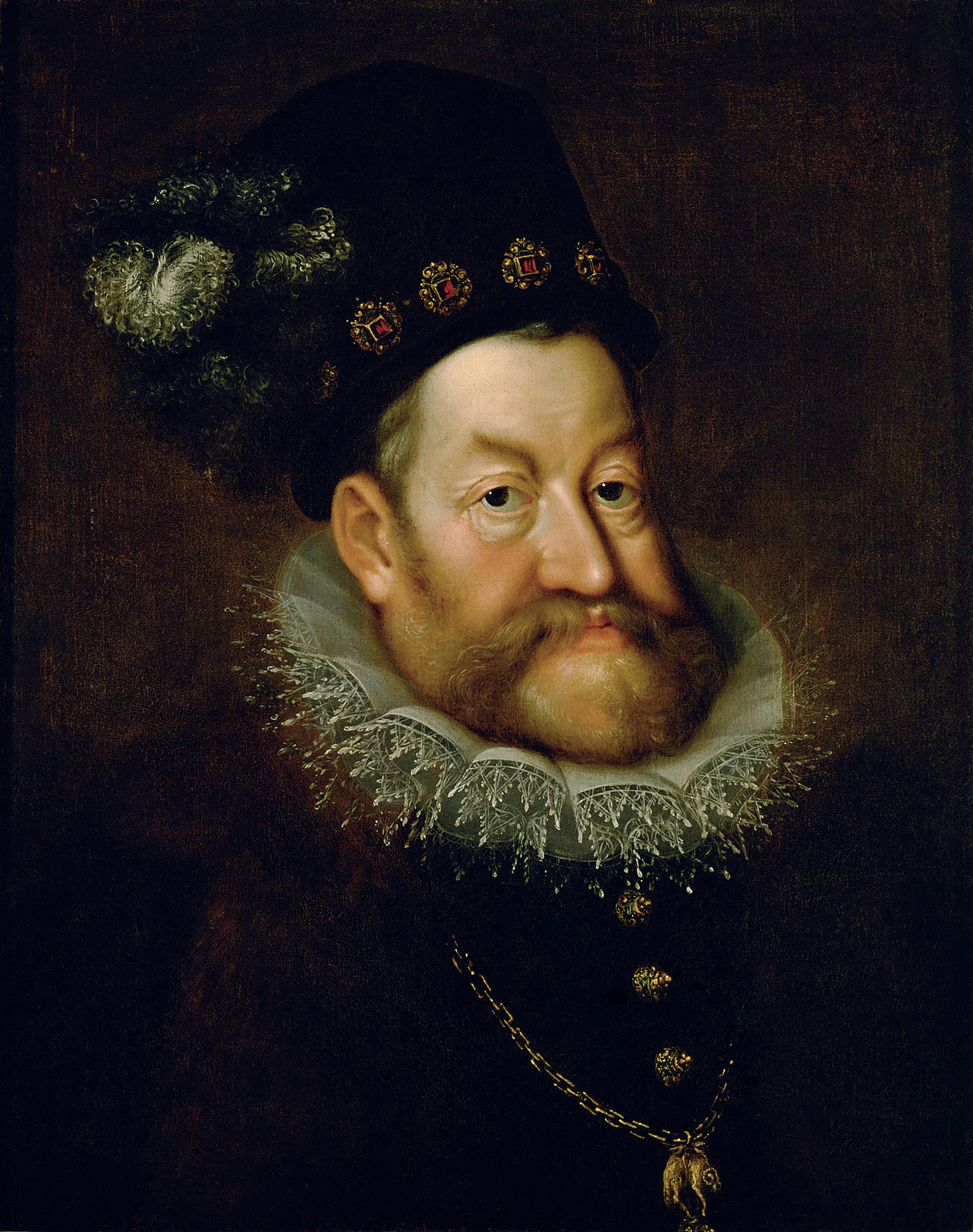
Kaiser Rudolf II., um 1600

Während er noch in München arbeitete, wurde von Aachen 1592 von Rudolf II., dem Kaiser des Heiligen Römischen Reiches, zu seinem Kammermaler ernannt. Nach von Aachens Heirat in mit Regina di Lasso, der Tochter des berühmten Komponisten Orlando di Lasso, zog das Paar 1596 von München nach Prag um.

### Am kaiserlichen Hof in Prag
Von Aachens Arbeiten in Prag können als Höhepunkt seines Schaffens angesehen werden. Der Kaiser schätzte allerdings nicht nur seine künstlerischen Talente: Van Mander schreibt, dass von Aachen „täglich mit diesem Alexander eine apellisch freundschaftliche Gemeinschaft“ hatte, und bei dem Kaiser in „Achtung und Wertschätzung“ stand. Deutlich wird dieses Vertrauen an den diplomatischen Aufgaben, mit denen der Kaiser seinen Hofmaler betraute. So entsandte Rudolf II. ihn bevorzugt als Unterhändler, wenn es darum ging, die kaiserliche Kunstsammlung zu ergänzen. Dabei erwiesen sich von Aachens Sachverstand und die Fülle seiner Kontakte als wertvolle Hilfe. Auch bei der Suche nach einer passenden Braut bediente sich der Kaiser seines Kammermalers. Unter dem Vorwand, dass er die jungen Prinzessinnen porträtieren sollte, schickte er von Aachen an die europäischen Fürstenhöfe, um sich dann von ihm ausführlich über die dortigen Gegebenheiten und die Art und Höhe der in Aussicht stehenden Mitgift unterrichten zu lassen. In diesen Zusammenhang gehört auch eine der seltenen direkten Charakterisierungen, die über von Aachen überliefert sind. Der Gesandte der d’Este, Girolamo Manzuolo, schrieb 1603: „Er ist ein Mann von grösserer Einfachheit als Klugheit, er tut nichts, spricht nicht, gibt und nimmt nicht das Geringste, es sei denn, dass er sofort seinem Herrn bei Heller und Pfennig von Allem benachrichtige; er ist katholisch, spricht ein wenig italienisch und ist ein wahrheitsliebender Mann, der den Wein und Fröhlichkeit liebt.“
Die freundschaftliche Verbindung zu Kaiser Rudolf II. hatte dazu geführt, dass dieser Johann Aach am 1. November 1594 in den Adelsstand erhoben und dessen bisheriges Wappen verbessert hatte. Am 16. Mai 1605 ließ sich Johann von Aach die Adelserhebung nochmals vom Kaiser bestätigen und gleichzeitig das Siegel mit rotem Wachs, die Salva Guardia und andere Freiheiten verleihen.
In Prag entstand, wie zuvor, eine Reihe von Porträts und religiösen Gemälden. Wichtiger aber sind die Gemälde mit allegorischen und mythologischen Sujets, die großteils direkt für die kaiserlichen Sammlungen geschaffen wurden. Zwei besondere Beispiele seines Malstils dieser Zeit sind die Allegorie auf die Gerechtigkeit (München, Alte Pinakothek) und Bacchus, Ceres und Amor (Wien, Kunsthistorisches Museum). Beide Bilder zeigen ein großes Interesse an Details und Pastellfarben, wobei die Untergründe variieren: Das erste wurde auf eine kleine Kupferplatte und das zweite auf relativ große Leinwand gemalt. Von Aachen beherrschte die Techniken, auf verschiedenen Materialien zu arbeiten. So sind von ihm Gemälde auf Holz, Leinwand, Kupfer, Alabaster und schwarzem Marmor bekannt.
Nach dem Tode seines Patrons Rudolf II. am 20. Januar 1612 blieb von Aachen am kaiserlichen Hof und setzte seine Arbeit für dessen Bruder und Nachfolger Matthias fort. Seine Hauptbeschäftigung in den folgenden Jahren war das Malen von Porträts des kaiserlichen Paares. Hans von Aachen starb drei Jahre später, am 4. März 1615, in Prag. Seine Frau und seine fünf Kinder zogen wieder zurück nach München.

## Bedeutung zu seiner Zeit
Von Aachen gewann die Anerkennung der europäischen Höfe, der reichen Händler und Kaufleute. Auch die Erhebung in den Adelsstand und seine herausgehobene Anstellung am kaiserlichen Hof brachten ihm Einfluss und Ansehen. Bereits während seiner Zeit in Italien hatte er Schüler und Assistenten in seiner Werkstatt. Dazu zählten u. a. Pieter Isaacsz, Hans Holzmayer, Paul Schürer und Joseph Heintz der Ältere. Nur wenige Jahre nach Hans von Aachens Tod fiel der Schatten des Dreißigjährigen Krieges über sein Schaffen.

## Neuere Rezeption
Im 19. Jahrhundert dominierte ein nationaler Blickwinkel auf die Kunstgeschichte, sodass Hans von Aachens Erfolg als internationaler ‚Wanderkünstler‘ an den verschiedenen Höfen Europas nicht gewürdigt wurde. Einige Kommentatoren stellten von Aachens Existenz in Frage. Seine Werke wurden bis ins 20. Jahrhundert immer wieder anderen Künstlern wie Elsheimer, Caravaggio, Peter Paul Rubens oder Annibale Carracci zugeschrieben.
In jüngerer Zeit führte gerade die weite Spanne seiner Themen und Ausdrucksmittel zu einer neuen und intensiveren Auseinandersetzung mit seinem Werk. Seine Reiselust und sein Stilpluralismus gelten heute als Ausdruck einer Epoche des europäischen Kulturtransfers.
Verschiedene Ausstellungen haben in den letzten Jahrzehnten das Werk Hans von Aachens gezeigt, jedoch jeweils im Kontext der Rudolfinschen Hofkultur. Die beiden wichtigsten waren die Ausstellungen Prag um 1600 – Kunst am Hofe Rudolfs II. (Essen, Villa Hügel, 1988) und Rudolf II and Prague - The Court and the City (Prag, Burggalerie, 1998).
2010/11 fand die erste Ausstellung statt, die einen Überblick über das gesamte Œuvre Hans von Aachens bot. Sie wanderte, wie der Maler selbst, durch Europa, und war in drei verschiedenen Museen zu sehen: vom 11. März bis 13. Juni 2010 zunächst im Suermondt-Ludwig-Museum in Aachen, vom 1. Juli bis 3. Oktober in der Burggalerie in Prag und vom 19. Oktober bis 9. Januar 2011 im Kunsthistorischen Museum in Wien.

## Werke (Auswahl)
- Die Auferweckung des Jünglings von Nain, Leinwand, 1590, Alte Pinakothek (München)
- Allegorie von Friede, Kunst und Reichtum, 197 × 142 cm, 1602, Eremitage (Sankt Petersburg).[11]
- Selbstbildnis, Holz, um 1575, Wallraf-Richartz-Museum, (Köln).
- Jagdszene, Zeichnung, um 1585, Staatliche Kunstsammlungen Dresden, Kupferstichkabinett.
- Bildnis des Francesco I de’ Medici, Großherzog der Toskana, Leinwand, 1585, Palazzo Pitti, Florenz.
- Das Martyrium des St. Sebastian, Leinwand, 1589, Michaelskirche, (München).
- Bildnis des Herzog Wilhelm V von Bayern, Leinwand, vor 1589, Bayerische Verwaltung der staatlichen Schlösser, Gärten und Seen (München).
- Amor Fucatus, Stich, 1591, Rijksmuseum (Amsterdam)
- Die Krönung Mariae, Leinwand, 1596, Basilika St. Ulrich und Afra (Augsburg).
- Junges Paar mit Börse, um 1596, Leinwand, 63 × 50 cm, Kunsthistorisches Museum, Wien
- Allegorie der Gerechtigkeit, Kupfer, 56 × 47 cm, 1598, Alte Pinakothek (München).
- Die drei Grazien, Leinwand, ca. 1604, Muzeul Național de Artă al României (Bukarest).
- Bildnis des Kaiser Rudolf II, Leinwand, 60 × 48 cm, um 1600, Kunsthistorisches Museum (Wien).
- Bacchus, Ceres und Amor, Leinwand, 163 × 113 cm, um 1600, Kunsthistorisches Museum (Wien).
- Allegorie (Triumph der Herrschaft über die Zeit), Öl auf Kupfer, um 1600, Staatsgalerie, Stuttgart.[12]
- [Allegory of war and peace] / S.Caes Maiest Pictor Joan ab Ach Inuent C.Boiss. F. et excud.". [1600–1615] (Digitalisat)
- Anbetung der Hirten, in der Marienkapelle der Kathedrale von Dax

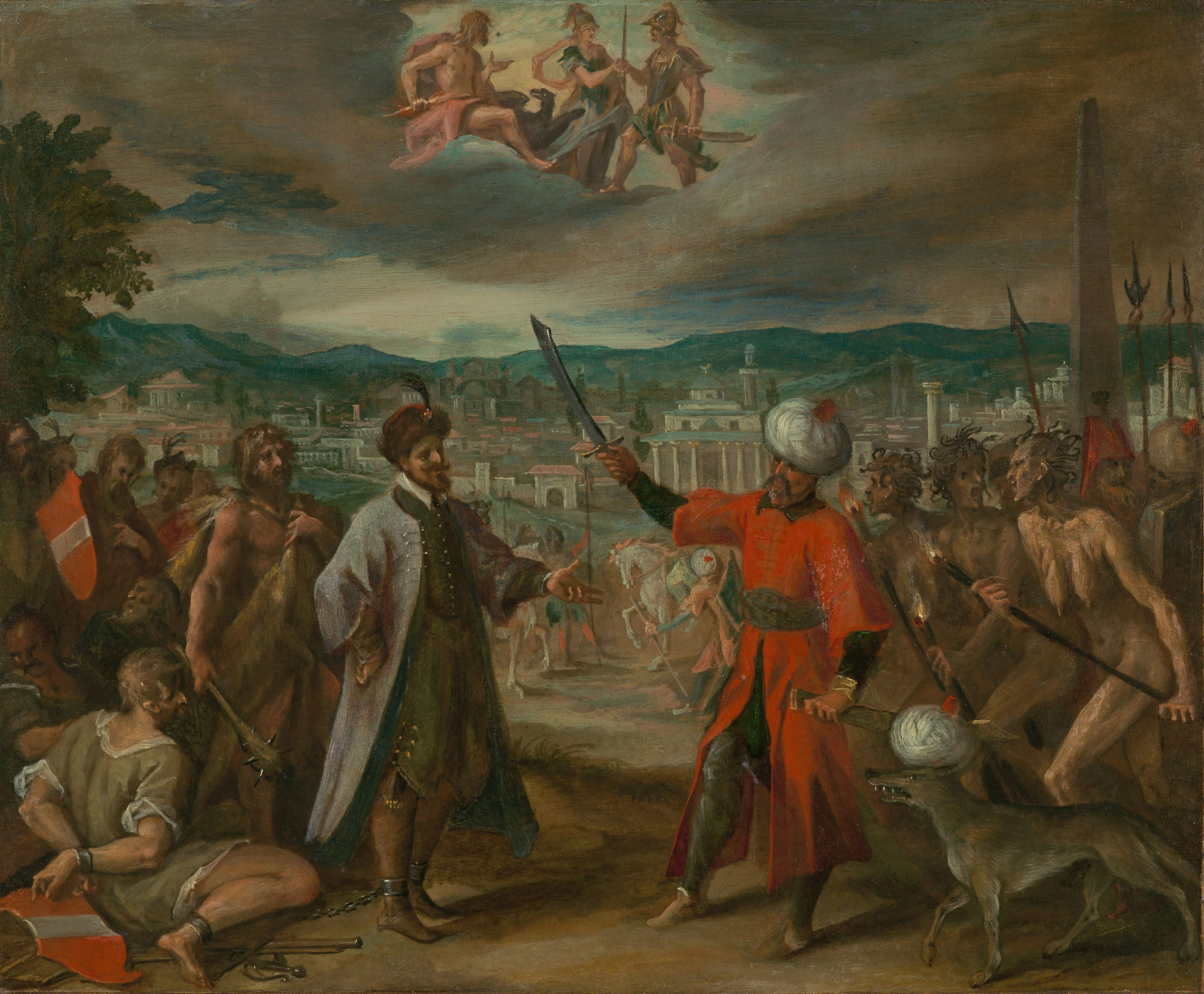
(Die Kriegserklärung vor Konstantinopel)

- Fünf Allegorien auf den Langen Türkenkrieg Kaiser Rudolfs II., um 1603/04, Kunsthistorisches Museum (Wien)
  - Schlacht bei Sisseck am 22. Juni 1593 (Victoria bekrönt die sitzende Croatia), Öl auf Leinwand, 34,5 × 42 cm
  - Schlacht bei Hermannstadt (Verherrlichung des Sieges über den gefesselten Aufstand), Öl auf Leinwand, 34,5 × 42 cm
  - Schlacht bei Kronstadt, Öl auf Leinwand, 34,5×42 cm
  - Die Kriegserklärung vor Konstantinopel, Öl auf Leinwand, 34,5 × 42 cm
  - Die Eroberung von Stuhlweißenburg, Öl auf Leinwand, 34,5 × 42 cm

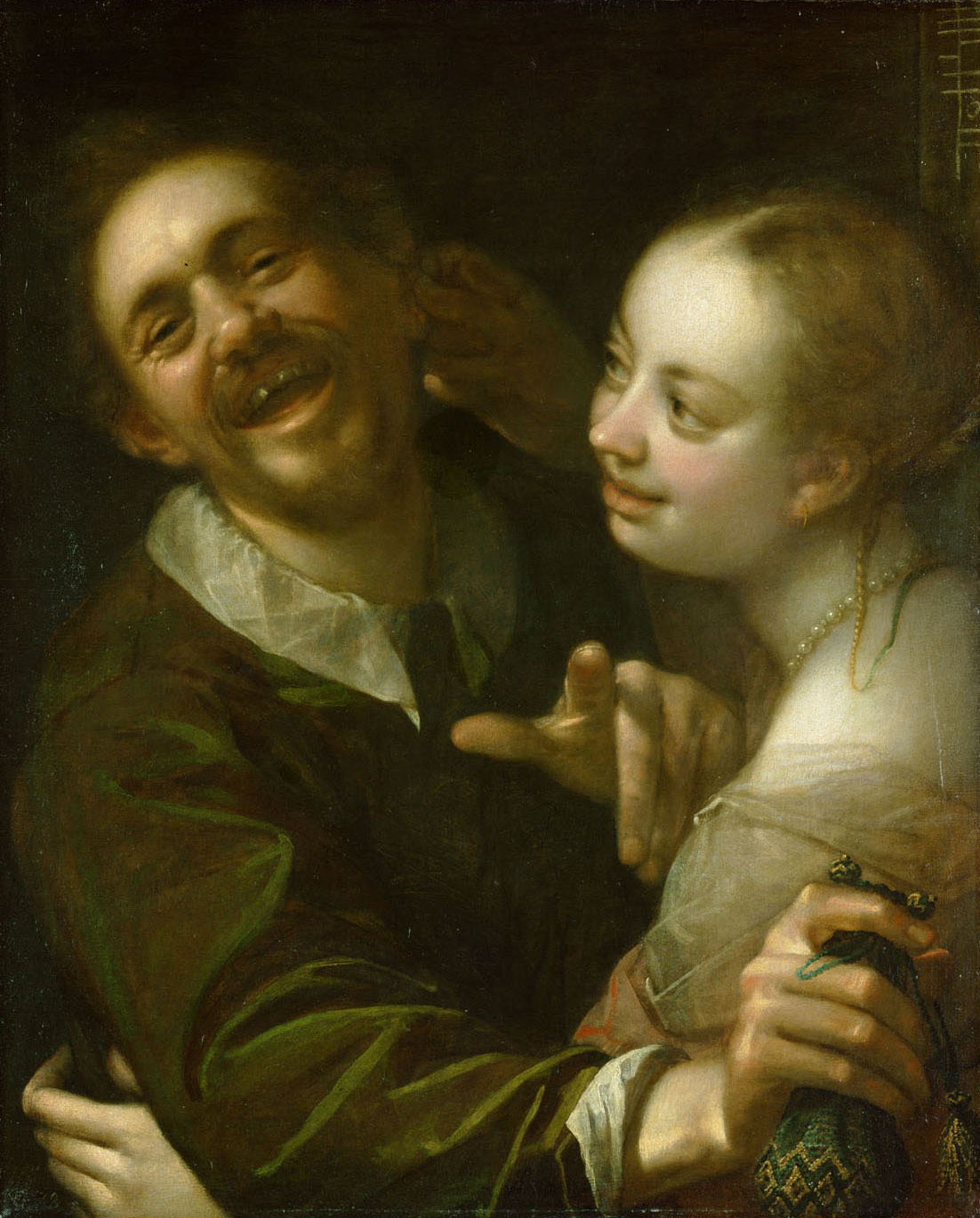
Junges Paar mit Börse, um 1596
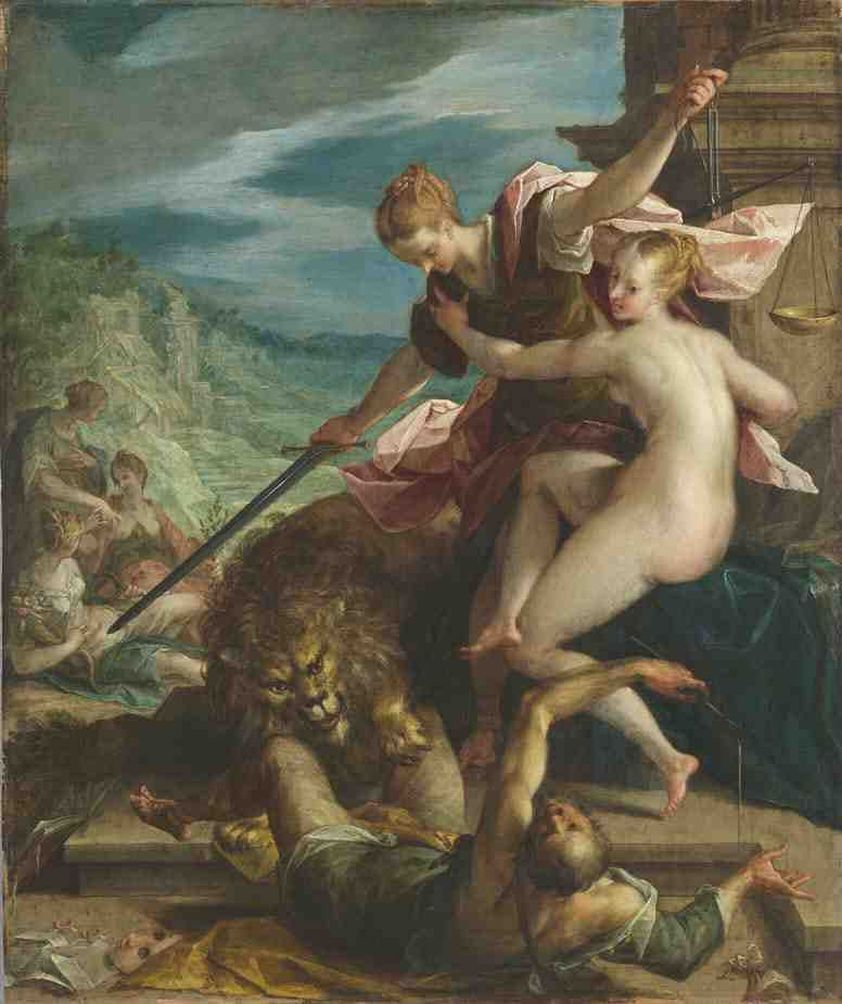
Allegorie der Gerechtigkeit, 1598
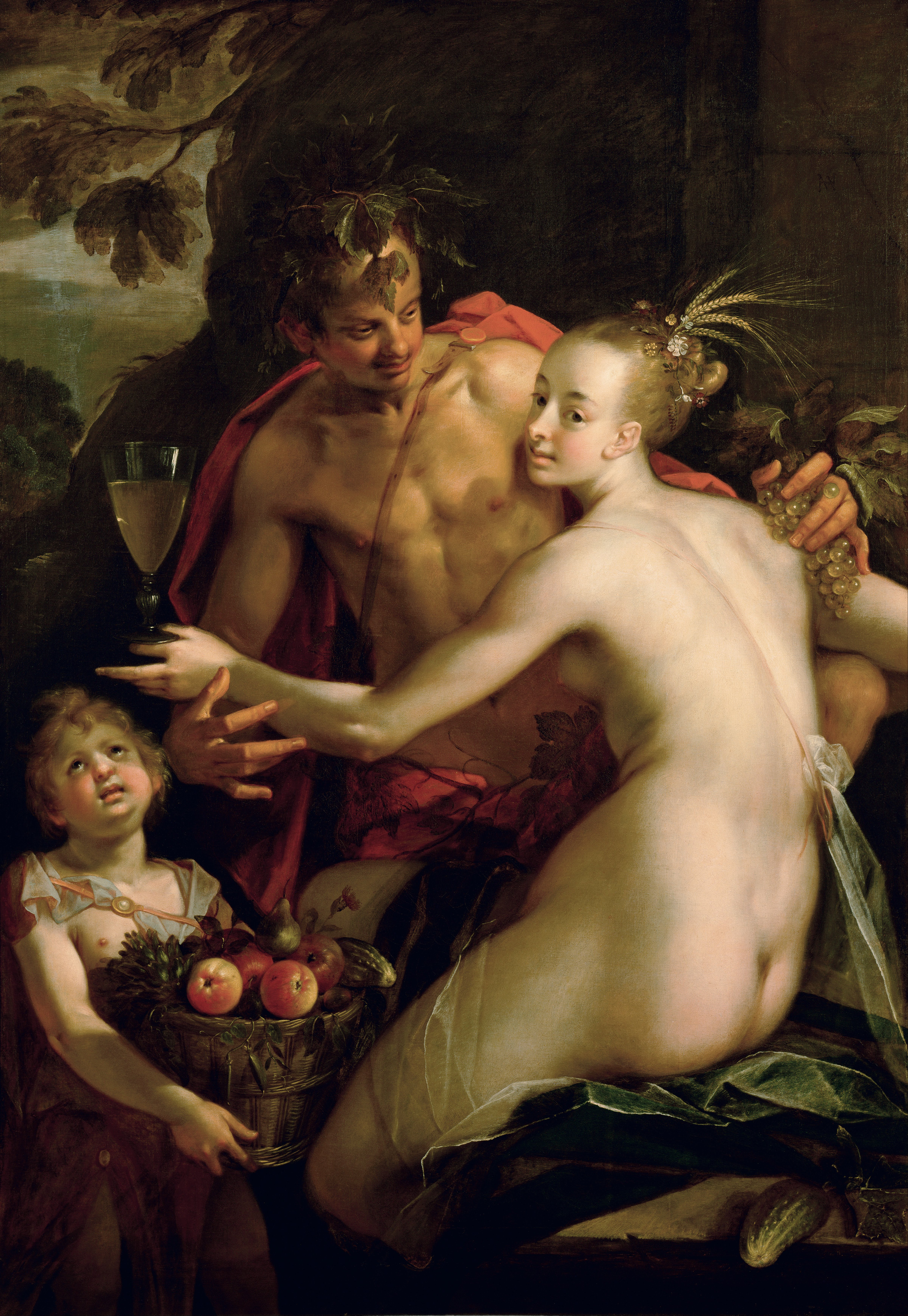
Bacchus, Ceres und Amor, um 1600